# Примо
Примо — дворянский род.
Происходит от Алексея Примо, выехавшего в Россию в 1711 г. с князем Кантемиром. Его праправнук Дмитрий Павлович (1774—1856) был генерал-цейхмейстером морской артиллерии.
Род Примо внесен во II ч. родословных книг Полтавской и Черниговской губерний.

## Описание герба
Щит полурассечен-пересечен. В первой, золотой части, чёрное орлиное крыло, влево. Во второй, лазоревой части, выходящая из серебряного облака, в серебряных же латах рука, держащая золотую пылающую бомбу. В третьей, лазоревой части, серебряный, с такими же парусами, вымпелами и флагом трехмачтовый корабль.
Щит увенчан дворянскими шлемом и короною. Нашлемник: три серебряных страусовых пера. Намет: справа — чёрный, с золотом, слева — лазоревый, с серебром. Герб Примо внесен в Часть 11 Общего гербовника дворянских родов Всероссийской империи, стр. 88.